# Lebel 1886
Lebel modèle 1886 у Србији позната као Лебелка је француска пушка репетирка коју је 1886. године направио француски пуковник Никола Лебел. Лебел 1886 је била прва пушка у историји која је користила бездимну муницију. Лебелка се показала као поуздано оружје међутим највећи недостатак јој је био споро пуњење.

## Историја
Француска је 1871. доживела тежак порат у рату са Пруском. Након тога се између Француске и Немачке наметнула трка у наоружању. Немци су имали своју пушку Маузер 1871 док су Французи користили непоуздане и лошије пушке „Gras”. Додатни ударац Француској је био то што су Немци у своје Маузерке уградили тубуларне магацине и означили их као 71/84. Француски пуковник забринут немачким напретком започиње рад на својој пушци која је требало да превазиђе све што су Немци тада имали. И коначно 1886. у наоружање француске војске је уведена његова пушка под ознаком „Fusil Modèle 1886 dit "Fusil Lebel”.
У том тренутку то је била најбоља пушка на свету, толико значајна да је Ото фон Бизмарк морао да одустане од новог напада на Француску јер су му војни саветници предочили да француска војска сада има значајну предност у стрељачком оружју. Лебелка је већ 1889. изгубила титулу најбоље пушке на свету у корист белгијског Маузера М1889.

## Употреба
Лебелка је служила Француској више деценија и коришћена је током Првог светског рата од стране Француских трупа из Метрополе док су француске колонијалне трупе користиле пушке Бертијер. Лебелка се показала као релативно добра пушка за рововско ратовање, такође капацитет од 8 метака је био мала предност. Постојала је и опција за чување метака у тубуларном магацину тако што се помери жлеб и започне се коришћење као једнометне пушке.
Октобра 1915. Српска војска је затражила од француских савезника да јој испоруче 150.000 пушака Лебел 1886 али до тога није дошло јер су Централне силе у том тренутку покренуле велику офанзиву на Србију и Српска војска је била приморана да се повуче.
Након Првог светског рата су постојали планови да се ове пушке у потпуности замене новим али су ипак и даље биле у употреби све до Другог светског рата. Током 1930-их један део пушака Лебел је преправљен у карабине под ознаком „R35 Lebel”.